# 漢聲小百科

《漢聲小百科1》封面，右上角為小百科。

《漢聲小百科》是由台灣漢聲雜誌社編輯、英文漢聲出版公司（Echo Publishing Co., Ltd.）於1984年12月至1985年11月出版的一套兒童百科，全套書共12冊，為臺灣著名的兒童知識性書籍之一，以「本土性」、「圖象化」與「科幻導入」為三大特色（參見其序文〈進入科學世界的書〉），口號是「帶孩子進入多采多姿的科學世界」。不同於一般百科書籍，該套百科的12冊各以月份為名，並以日期為單元，共有368個條目（一月冊包含一個12月31日，十二月冊多一個個別單元）。雖然該書為百科類書籍，卻以故事劇情貫串12冊的全部主題：身懷各種超能力的小百科從外太空前往地球實習，最後落腳台北市李家，指導阿明（李永明）、阿桃（李永桃）兩兄妹學習與關心身邊與世界上的各種知識；直到一年後，小百科告別地球，而此時阿明與阿桃已發現自己獲益良多，不但懂得各種知識，也學會關心自己居住的世界。
該套書籍動員了漢聲83位編輯與工作人員，採訪了全台各領域的六十多位專家學者，並採用田野調查的方式實地探訪收錄的文物主題，歷時三年方告完成，這在台灣出版業史上可謂十分少見。初版各冊皆委託大日本印刷（香港）有限公司印刷、台灣英文雜誌社總經銷，初版每冊定價新台幣432元（參見初版各冊版權頁）。至2005年為止，該套書共再版28次，總發行量超過25萬套，為台灣兒童書籍中銷售量最好的著作之一。
2014年，《漢聲小百科》重新印行「三十週年紀念版」，同時在誠品書店臺北店、高雄店舉辦發表會與展覽。
從該套書衍生的漢聲另一套兒童百科是《漢聲愛的小小百科》，該書於2016年出版，以小百科之弟小小百科為主角，目標讀者群為學齡前兒童。

## 緣起
英文漢聲出版公司源自1971年吳美雲、黃永等人創辦之「漢聲雜誌社」，以「平衡東西文化交流」、「銜接傳統與現代」為宗旨。英文漢聲出版公司出版之雜誌及兒童叢書，內容涵括各年齡層讀者，以「全家人的漢聲」自居。

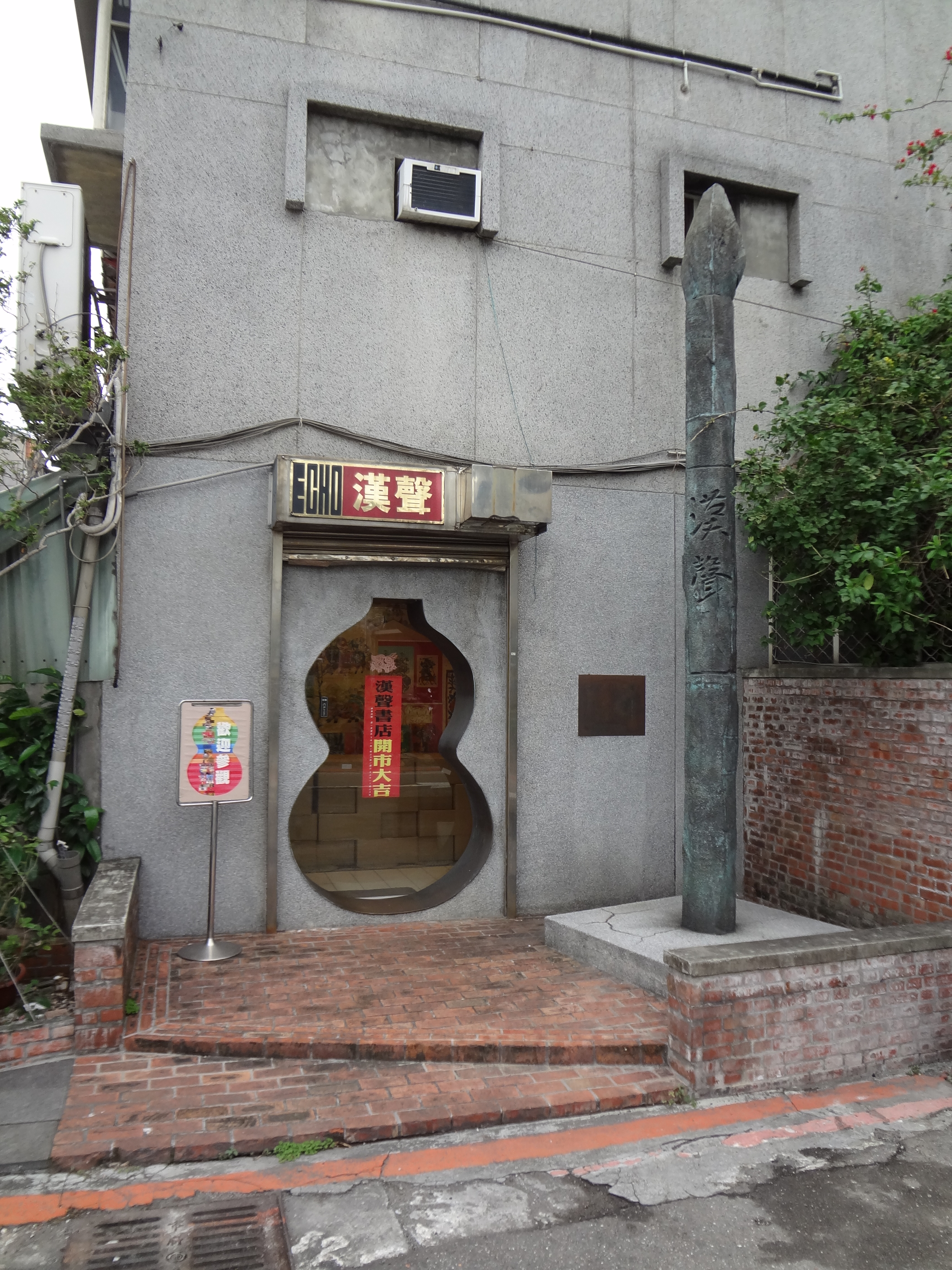
漢聲巷

英文漢聲出版公司董事長、漢聲雜誌社社長兼主編為黃永松。「漢聲巷」是漢聲關係企業「漢聲巷股份有限公司」成立的網路與實體複合書店。

## 內容
| 冊數 | 名稱         | 主題 | 出版時間       | 條目數 |
| ---- | ------------ | ---- | -------------- | ------ |
| 1    | 一月的故事   | 我   | 1984年12月初版 | 32     |
| 2    | 二月的故事   | 家   | 1985年1月初版  | 29     |
| 3    | 三月的故事   | 臺灣 | 1985年2月初版  | 31     |
| 4    | 四月的故事   | 山   | 1985年3月初版  | 30     |
| 5    | 五月的故事   | 樹林 | 1985年4月初版  | 31     |
| 6    | 六月的故事   | 河川 | 1985年5月初版  | 30     |
| 7    | 七月的故事   | 海洋 | 1985年6月初版  | 31     |
| 8    | 八月的故事   | 中國 | 1985年7月初版  | 31     |
| 9    | 九月的故事   | 地球 | 1985年8月初版  | 30     |
| 10   | 十月的故事   | 生態 | 1985年9月初版  | 31     |
| 11   | 十一月的故事 | 宇宙 | 1985年10月初版 | 30     |
| 12   | 十二月的故事 | 未來 | 1985年11月初版 | 32     |

全套書共12冊，皆以陽曆月份為名，每月各有一個主題，每冊條目數均同該冊月份名之實際天數，但一月冊開頭多了一篇12月31日及十二月冊多了一個特別單元。

### 條目
除了每冊既有的主題，所有條目被分成18個種類：地質、地理、氣象、進化、人體、保健、求生、動物、鳥類、昆蟲、魚類、植物、蔬菜、生態、文化、交通、太空。

## 影響
《漢聲小百科》的創作理念，主要是受到日籍繪本大師加古里子的影響 。

## 外部連結
- 漢聲巷股份有限公司 （页面存档备份，存于）
- 黃永松：用孩子的好奇心來編《漢聲小百科》-人物專訪 ... - 博客來的OKapi （页面存档备份，存于）
- 黃永松談漢聲小百科：以本土田野調查和訪問為骨幹，導引出世界性的 ... （页面存档备份，存于）